# Bharatiya Minorities Suraksha Mahasangh
Bharatiya Minorities Suraksha Mahasangh ("Indiska minoriteters skyddsförbund") är en social och politisk organisation i Indien, registrerat som politiskt parti. I valet till Lok Sabha 2004 hade BMSM lanserat tre kandidater i Maharashtra, som tillsammans fick 8 200 röster. 